# Zandspiering
De zandspiering (Ammodytes tobianus) is een straalvinnige vis uit de familie van de zandspieringen (Ammodytidae) en de orde van de baarsachtigen (Perciformes), die voorkomt in het noordoosten van de Atlantische Oceaan, zelden in de Middellandse Zee.

## Beschrijving
De zandspiering kan een lengte bereiken van 20 centimeter en kan maximaal 7 jaar oud worden. De vis heeft een langgerekte vorm. De bek is bovenstandig.
De vis heeft een ruggengraat met 60 tot 68 wervels. De soort heeft één rugvin en één aarsvin. De rugvin heeft 49 tot 58 vinstralen, en de aarsvin 24 tot 32.

## Leefwijze
De zandspiering is een zout- en brakwatervis die voorkomt in gematigde kustwateren.
Het dieet van de vis bestaat hoofdzakelijk uit dierlijk plankton.

## Relatie tot de mens
De zandspiering is voor de visserij van groot commercieel belang. De soort staat niet op de Rode Lijst van de IUCN.